# 格洛斯特 (马萨诸塞州)

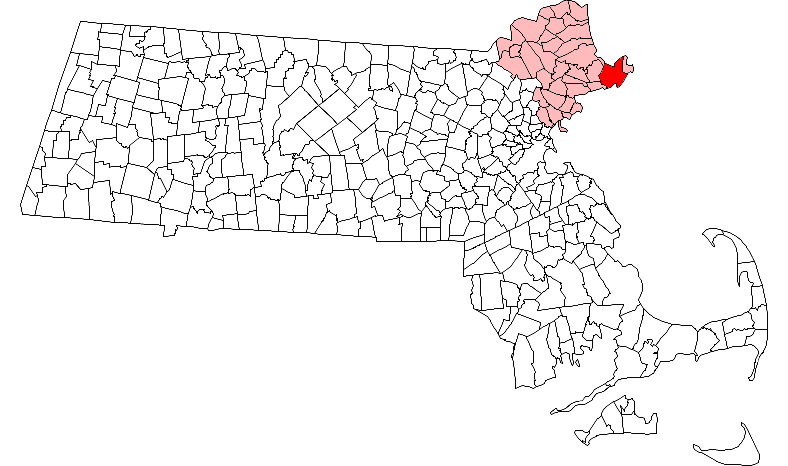

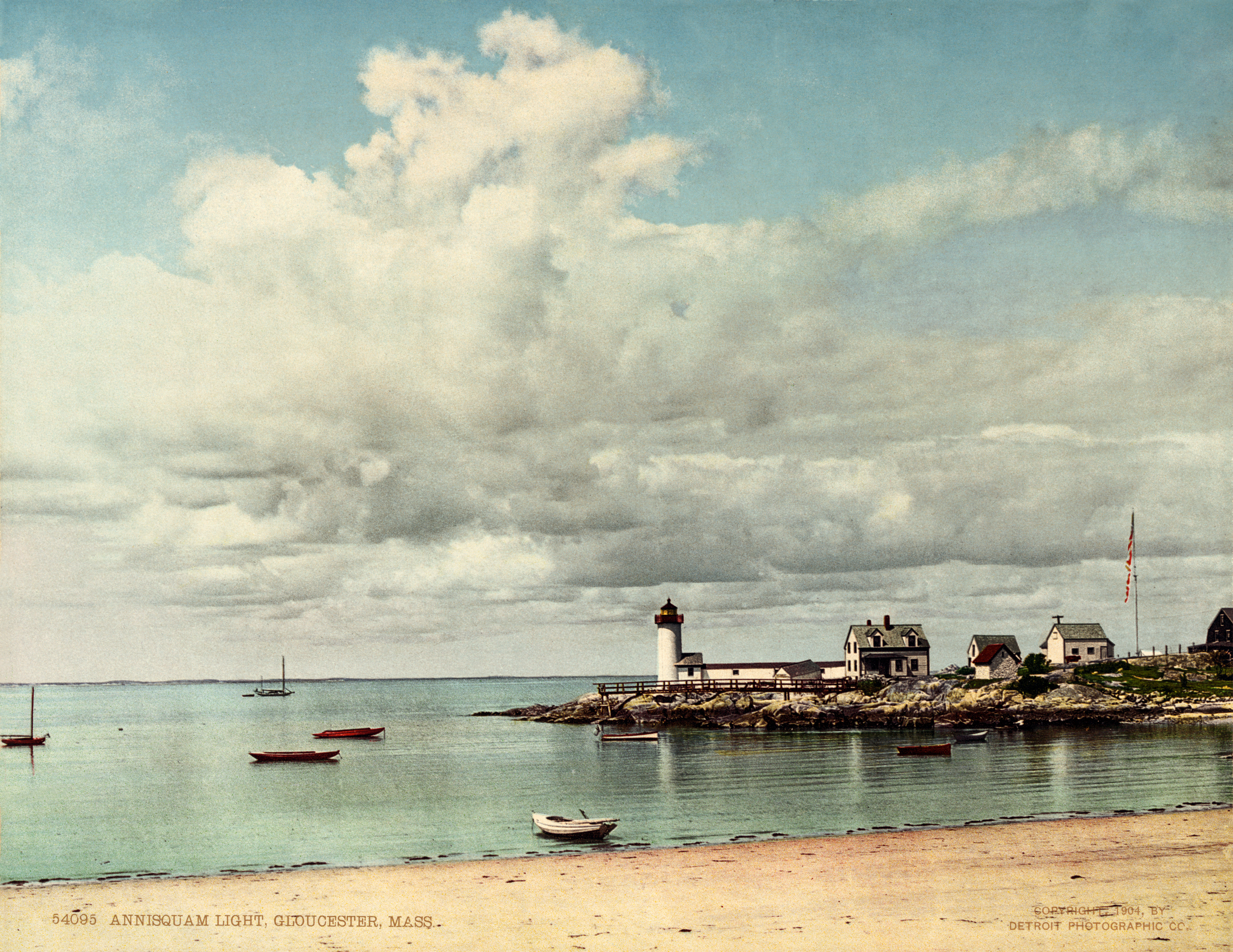

格洛斯特，是美國麻薩諸塞州艾塞克斯縣的一個城市，位於大西洋岸的安角。面積107.5平方公里。根據美國2000年人口普查，人口30,273人。
1870年設市。
其公立高中有：格洛斯特高中（Gloucester High School）。
http://ghs.gloucesterschools.com/ （页面存档备份，存于）